# Jumpstyle
Jumpstyle, numit și Jumpen, este un gen muzical popular în Europa de Vest, originar din Belgia. A devenit popular în 2007 și 2008 datorită cântecelor formației Scooter „The Question is What is the Question?” și „Jumping All Over the World”.